# Venezuela ai Giochi della XXIX Olimpiade
Il Venezuela ha partecipato ai Giochi della XXIX Olimpiade di Pechino, svoltisi dall'8 al 24 agosto 2008, con una delegazione di 108 atleti.

## Medaglie
| Medaglia | Atleta          | Sport     | Evento          |
| -------- | --------------- | --------- | --------------- |
| Bronzo   | Dalia Contreras | Taekwondo | 49 kg femminile |

## Atletica leggera
| Gara           | Atleta            | Batterie | Batterie | Quarti  | Quarti | Semifinali | Semifinali | Finale | Finale |
| Gara           | Atleta            | Tempo    | Pos.     | Tempo   | Pos.   | Tempo      | Pos.       | Tempo  | Pos.   |
| -------------- | ----------------- | -------- | -------- | ------- | ------ | ---------- | ---------- | ------ | ------ |
| 200 m maschili | José Acevedo      | 21"06    | 5        |         |        |            |            |        |        |
| 800 m maschili | Eduard Villanueva |          |          | 1'47"64 | 6      |            |            |        |        |

| Gara              | Atleta       | Tempo        | Posizione    |
| ----------------- | ------------ | ------------ | ------------ |
| Maratona maschile | Luis Fonseca | non concluso | non concluso |

| Gara                             | Atleta         | Qualificazioni | Qualificazioni | Finale | Finale |
| Gara                             | Atleta         | Misura         | Pos.           | Misura | Pos.   |
| -------------------------------- | -------------- | -------------- | -------------- | ------ | ------ |
| Lancio del giavellotto femminile | Maria Gonzalez | 50,51 m        | 48             |        |        |

## Canoa/kayak
| Gara               | Atleta                                | Batterie | Batterie | Semifinali | Semifinali | Finale | Finale |
| Gara               | Atleta                                | Tempo    | Pos.     | Tempo      | Pos.       | Tempo  | Pos.   |
| ------------------ | ------------------------------------- | -------- | -------- | ---------- | ---------- | ------ | ------ |
| K2 500 m maschile  | Gabriel Rodríguez Jose Giovanni Ramos | 1'34"220 | 8        | 1'37"285   | 9          |        |        |
| K1 500 m femminile | Zulmarys Sanchez                      | 1'57"728 | 7        | 2'02"764   | 9          |        |        |

## Canottaggio
| Gara    | Atleta          | Batterie | Batterie | Quarti/ Ripescaggi | Quarti/ Ripescaggi | Semifinali | Semifinali         | Finale  | Finale       |
| Gara    | Atleta          | Tempo    | Pos.     | Tempo              | Pos.               | Tempo      | Pos.               | Tempo   | Pos.         |
| ------- | --------------- | -------- | -------- | ------------------ | ------------------ | ---------- | ------------------ | ------- | ------------ |
| Singolo | Dhiso Hernández | 7'54"52  | 5        |                    |                    | 7'18"85    | 1 (semifinale E/F) | 7'05"12 | 1 (finale E) |

## Ciclismo

### BMX
| Gara         | Atleta          | Qualificazione | Qualificazione | Quarti | Quarti | Semifinali | Semifinali | Finale | Finale |
| Gara         | Atleta          | Tempo          | Pos.           | Punti  | Pos.   | Punti      | Pos.       | Tempo  | Pos.   |
| ------------ | --------------- | -------------- | -------------- | ------ | ------ | ---------- | ---------- | ------ | ------ |
| BMX maschile | Jonathan Suarez | 36"225         | 8              | 17     | 5      |            |            |        |        |

### Su strada
| Gara                     | Atleta            | Tempo     | Posizione |
| ------------------------ | ----------------- | --------- | --------- |
| Corsa in linea maschile  | Jackson Rodríguez | 6h 26'17" | 30        |
| Corsa in linea femminile | Danielys García   | 3h 43'25" | 54        |
| Corsa in linea femminile | Angie González    | 3h 43'25" | 57        |

## Equitazione
| Gara        | Atleta        | Cavallo | Qualificazioni | Qualificazioni | Qualificazioni | Qualificazioni | Qualificazioni | Qualificazioni | Finale  | Finale  | Finale  | Finale  | Finale | Finale |
| Gara        | Atleta        | Cavallo | Turno 1        | Turno 1        | Turno 2        | Turno 2        | Turno 3        | Turno 3        | Turno A | Turno A | Turno B | Turno B | Totale | Totale |
| Gara        | Atleta        | Cavallo | Pen.           | Pos.           | Pen.           | Pos.           | Pen.           | Pos.           | Pen.    | Pos.    | Pen.    | Pos.    | Pen.   | Pos.   |
| ----------- | ------------- | ------- | -------------- | -------------- | -------------- | -------------- | -------------- | -------------- | ------- | ------- | ------- | ------- | ------ | ------ |
| Individuale | Pablo Barrios | Sinatra | 9              | 52             | 14             | 50             | 20             | 44             |         |         |         |         |        |        |

## Ginnastica

### Ginnastica artistica
| Gara                     | Atleta            | Volteggio | Corpo libero | Cavallo con maniglie | Anelli | Parallele | Sbarra | Trave  | Totale | Posizione | Finali                                 |
| ------------------------ | ----------------- | --------- | ------------ | -------------------- | ------ | --------- | ------ | ------ | ------ | --------- | -------------------------------------- |
| Qualificazioni maschili  | Jose Luis Fuentes | 15,675    | 14,150       | 15,525               | 14,850 | 15,375    | 14,750 |        | 90,325 | 15        | concorso completo cavallo con maniglie |
| Qualificazioni femminili | Jessica Lopez     | 14,375    | 13,450       |                      |        | 13,800    |        | 14,050 | 56,175 | 43        | nessuna                                |

| Gara                 | Atleta            | Punteggio | Posizione |
| -------------------- | ----------------- | --------- | --------- |
| Concorso individuale | Jose Luis Fuentes | 86,300    | 22        |
| Cavallo con maniglie | Jose Luis Fuentes | 14,650    | 8         |

## Judo
| Gara   | Atleta          | Preliminari                            | Tabellone principale                | Tabellone principale                           | Tabellone principale                 | Tabellone principale | Tabellone principale | Ripescaggi | Ripescaggi                     | Ripescaggi | Ripescaggi |
| Gara   | Atleta          | Preliminari                            | Sedicesimi                          | Ottavi                                         | Quarti                               | Semifinali           | Finale               | 1º turno   | Quarti                         | Semifinali | Finale     |
| ------ | --------------- | -------------------------------------- | ----------------------------------- | ---------------------------------------------- | ------------------------------------ | -------------------- | -------------------- | ---------- | ------------------------------ | ---------- | ---------- |
| 60 kg  | Javier Guédez   |                                        | Albert Techov (Lituania) 1000-0000  | Taraje Williams-Murray (Stati Uniti) 1000-0000 | Ruben Houkes (Paesi Bassi) 0001-0010 |                      |                      |            | Frazer Will (Canada) 0000-1000 |            |            |
| 66 kg  | Ludwig Ortíz    | Pedro Dias (Portogallo) 0001-0010      |                                     |                                                |                                      |                      |                      |            |                                |            |            |
| 73 kg  | Richard Leon    | Si Rijigawa (Cina) 0000-0001           |                                     |                                                |                                      |                      |                      |            |                                |            |            |
| 90 kg  | José Camacho    |                                        | Valentyn Grekov (Ucraina) 1000-0000 | Eduardo Santos (Brasile) 0000-1000             |                                      |                      |                      |            |                                |            |            |
| 100 kg | Albenys Rosales | Jang Sung-Ho (Corea del Sud) 0001-1010 |                                     |                                                |                                      |                      |                      |            |                                |            |            |

| Gara  | Atleta         | Tabellone principale                 | Tabellone principale                | Tabellone principale | Tabellone principale | Tabellone principale | Ripescaggi                              | Ripescaggi                              | Ripescaggi | Ripescaggi |
| Gara  | Atleta         | Sedicesimi                           | Ottavi                              | Quarti               | Semifinali           | Finale               | 1º turno                                | Quarti                                  | Semifinali | Finale     |
| ----- | -------------- | ------------------------------------ | ----------------------------------- | -------------------- | -------------------- | -------------------- | --------------------------------------- | --------------------------------------- | ---------- | ---------- |
| 52 kg | Flor Velázquez | An Kum-ae (Corea del Nord) 0001-1000 |                                     |                      |                      |                      | Yagnelis Mestre (Cuba) 0001-0000        | Sholpan Kaliyeva (Kazakistan) 0000-0010 |            |            |
| 63 kg | Ysis Barreto   | Cecile Hane (Senegal) 1012-0000      | Ayumi Tanimoto (Giappone) 0000-1000 |                      |                      |                      | Kong Ja-Young (Corea del Sud) 1001-0100 | Claudia Heill (Austria) 0001-0030       |            |            |

## Lotta
| Gara            | Atleta                  | Tabellone principale                 | Tabellone principale                     | Tabellone principale | Tabellone principale | Tabellone principale | Ripescaggi | Ripescaggi                     | Ripescaggi |
| Gara            | Atleta                  | Sedicesimi                           | Ottavi                                   | Quarti               | Semifinali           | Finale               | Quarti     | Semifinali                     | Finale     |
| --------------- | ----------------------- | ------------------------------------ | ---------------------------------------- | -------------------- | -------------------- | -------------------- | ---------- | ------------------------------ | ---------- |
| 96 kg maschile  | Luis Vivenez            | bye                                  | Taimuraz Tigiyev (Kazakistan) 0-6, 0-3   |                      |                      |                      |            | Michel Batista (Cuba) 1-1, 0-2 |            |
| 48 kg femminile | Mayelis Caripa Castillo | Vanessa Boubryemm (Francia) 0-1, 0-1 |                                          |                      |                      |                      |            |                                |            |
| 55 kg femminile | Marcia Andrade Mendoza  |                                      | Ludmila Cristea (Moldavia) 1-0, 3-3, 3-3 |                      |                      |                      |            |                                |            |

## Pallavolo

### Torneo maschile
La nazionale venezuelana si è qualifica per i Giochi nel torneo preolimpico sudamericano di Formosa.

#### Squadra
La squadra era formata da:
- Andy Rojas
- Carlos Tejeda
- Deivi Yustiz
- Ernando Gomez
- Freddy Cedeno
- Iván Márquez
- Joel Silva
- Jorge Silva
- Juan Carlos Blanco
- Luis Díaz
- Rodman Valera
- Ronald Méndez

#### Prima fase
| 10 agosto | 12.00 | Stati Uniti | 3-2 (25-18, 25-18, 22-25, 21-25, 15-10) | Venezuela | Capital Indoor Stadium                    |
| 12 agosto | 20.00 | Cina        | 3-2 (25-21, 21-25, 16-25, 25-21, 16-14) | Venezuela | Capital Indoor Stadium                    |
| 14 agosto | 10.00 | Italia      | 3-0 (25-21, 25-20, 25-21)               | Venezuela | Beijing Institute of Technology Gymnasium |
| 16 agosto | 22.00 | Venezuela   | 3-0 (25-23, 25-21, 25-23)               | Giappone  | Capital Indoor Stadium                    |
| 18 agosto | 10.00 | Bulgaria    | 3-1 (23-25, 25-19, 25-16, 25-22)        | Venezuela | Beijing Institute of Technology Gymnasium |

| squadra     | G | W | P | Sv | Sp | Quoz  | Pf  | Ps  | Quoz  | Pts |
| ----------- | - | - | - | -- | -- | ----- | --- | --- | ----- | --- |
| Stati Uniti | 5 | 5 | 0 | 15 | 4  | 3,750 | 460 | 371 | 1,240 | 10  |
| Italia      | 5 | 4 | 1 | 13 | 6  | 2,167 | 439 | 401 | 1,095 | 9   |
| Bulgaria    | 5 | 3 | 2 | 10 | 9  | 1,111 | 446 | 440 | 1,014 | 8   |
| Cina        | 5 | 2 | 3 | 9  | 13 | 0,692 | 445 | 492 | 0,904 | 7   |
| Venezuela   | 5 | 1 | 4 | 8  | 12 | 0,667 | 421 | 451 | 0,933 | 6   |
| Giappone    | 5 | 0 | 5 | 4  | 15 | 0,267 | 392 | 448 | 0,875 | 5   |

### Torneo femminile
La nazionale venezuelana si è qualifica per i Giochi nel torneo preolimpico sudamericano di Lima.

## Nuoto
| Gara                | Atleta                        | Batterie | Batterie | Semifinali | Semifinali | Finale     | Finale |
| Gara                | Atleta                        | Tempo    | Pos.     | Tempo      | Pos.       | Tempo      | Pos.   |
| ------------------- | ----------------------------- | -------- | -------- | ---------- | ---------- | ---------- | ------ |
| 50 m stile libero   | Jonathan Javier Camacho Riera | 22"87    | 47       |            |            |            |        |
| 100 m stile libero  | Albert Subirats               | 48"97    | 21       |            |            |            |        |
| 200 m stile libero  | Crox Acuña                    | 1'50"52  | 42       |            |            |            |        |
| 400 m stile libero  | Daniel Tirabassi              | 3'53"26  | 31       |            |            |            |        |
| 1500 m stile libero | Ricardo Monasterio            |          |          | 15'45"98   | 35         |            |        |
| 200 m rana          | Leopoldo Andara Gonzalez      | 2'17"77  | 50       |            |            |            |        |
| 100 m farfalla      | Octavio Alesi                 | 53"58    | 38       |            |            |            |        |
| 100 m farfalla      | Albert Subirats               | 51"71    | 8        | 51"82      | 11         |            |        |
| 200 m farfalla      | Alexis Marquez                | 2'01"25  | 38       |            |            |            |        |
| 200 m misti         | Leopoldo Andara Gonzalez      | 2'05"71  | 43       |            |            |            |        |
| Fondo 10 km         | Erwin Maldonado               |          |          |            |            | 1h 52'13"6 | 10     |

| 50 m stile libero  | Arlene Semeco  | 24"98   | 10 | 25"05   | 15 |            |   |  |  |
| 100 m stile libero | Arlene Semeco  | 55"70   | 30 |         |    |            |   |  |  |
| 400 m stile libero | Yanel Pinto    | 4'18"09 | 32 |         |    |            |   |  |  |
| 800 m stile libero | Andreína Pinto |         |    | 8'30"30 | 24 |            |   |  |  |
| 100 m dorso        | Erin Volcán    | 1'03"90 | 42 |         |    |            |   |  |  |
| 200 m dorso        | Erin Volcán    | 2'15"58 | 32 |         |    |            |   |  |  |
| Fondo 10 km        | Andreína Pinto |         |    |         |    | 1h 59'40"0 | 9 |  |  |

## Pugilato
| Gara                | Atleta            | Sedicesimi                | Ottavi                                        | Quarti                           | Semifinali | Finale |
| ------------------- | ----------------- | ------------------------- | --------------------------------------------- | -------------------------------- | ---------- | ------ |
| Pesi mosca leggeri  | Eduard Bermudez   | Zou Shiming (Cina) 2-11   |                                               |                                  |            |        |
| Pesi gallo          | Héctor Manzanilla | Issah Samir (Ghana) 13-10 | Han Soon Chul (Corea del Sud) 17-6            | Bruno Julie (Mauritius) 9-13     |            |        |
| Pesi welter leggeri | Jhonny Sanchez    | bye                       | Serik Sapiyev (Kazakistan) 3-22               |                                  |            |        |
| Pesi medi           | Alfonso Blanco    | bye                       | Argenis Casimiro Núñez (Rep. Dominicana) 18-7 | Darren Sutherland (Irlanda) 1-11 |            |        |
| Pesi mediomassimi   | Luis González     | bye                       | Imre Szellő (Ungheria) RSCI                   |                                  |            |        |
| Pesi supermassimi   | José Payares      |                           | Newfel Ouatah (Algeria) 5-7                   |                                  |            |        |

## Scherma
| Gara                 | Atleta                                                           | Turno 1                            | Sedicesimi                   | Ottavi                       | Quarti        | Semifinali | Finale |
| -------------------- | ---------------------------------------------------------------- | ---------------------------------- | ---------------------------- | ---------------------------- | ------------- | ---------- | ------ |
| Sciabola individuale | Carlos Bravo                                                     | Marcin Koniusz (Polonia) 10-15     |                              |                              |               |            |        |
| Spada individuale    | Silvio Fernández                                                 | bye                                | Paris Inostroza (Cile) 15-11 | Gábor Boczkó (Ungheria) 9-15 |               |            |        |
| Spada individuale    | Rubén Limardo                                                    | bye                                | Dmytro Čumak (Ucraina) 13-15 |                              |               |            |        |
| Spada individuale    | Wolfgang Mejias                                                  | Sturla Torkildsen (Norvegia) 11-12 |                              |                              |               |            |        |
| Spada a squadre      | Silvio Fernández Francesco Limardo Rubén Limardo Wolfgang Mejias |                                    |                              |                              | Francia 33-45 |            |        |

| Gara                 | Atleta            | Turno 1 | Sedicesimi                     | Ottavi | Quarti | Semifinali | Finale |
| -------------------- | ----------------- | ------- | ------------------------------ | ------ | ------ | ---------- | ------ |
| Fioretto individuale | Mariana González  | bye     | Gabriela Varga (Ungheria) 2-15 |        |        |            |        |
| Sciabola individuale | Alejandra Benítez | bye     | Bogna Jóźwiak (Polonia) 11-15  |        |        |            |        |
| Spada individuale    | María Martínez    |         | Sophie Lamon (Svizzera) 9-15   |        |        |            |        |

## Softball
La nazionale venezuelana si è qualificata per i Giochi vincendo il torneo preolimpico panamericano.

### Squadra
La squadra era formata da:
- Denisse Fuenmayor
- Geraldine Puertas
- Jineth Pimentel
- Johana Gomez
- María Soto
- Marianella Castellanos
- Maules Rodriguez
- Mileinis Graterol
- Rubelina Rojas
- Yaicel Sojo
- Yurubi Alicart
- Yusmari Perez
- Zuleima Cirimelle

### Prima fase
| Data      | Ora locale | Partita       | Partita         | Partita     |
| --------- | ---------- | ------------- | --------------- | ----------- |
| 12 agosto | 12.00      | Venezuela     | 0-11 (5 inning) | Stati Uniti |
| 13 agosto | 09.30      | Venezuela     | 1-7             | Cina        |
| 14 agosto | 19.30      | Taipei cinese | 3-0             | Venezuela   |
| 15 agosto | 19.30      | Venezuela     | 8-0 (5 inning)  | Paesi Bassi |
| 16 agosto | 19.30      | Canada        | 0-2             | Venezuela   |
| 17 agosto | 12.00      | Giappone      | 5-2             | Venezuela   |
| 18 agosto | 19.30      | Venezuela     | 2-9             | Australia   |

|  | Qualificate alle semifinali |
|  | Eliminate                   |

| Squadra       | Gioc | Vinte | Perse | Pt.fat | Pt.sub | Perc  |
| ------------- | ---- | ----- | ----- | ------ | ------ | ----- |
| Stati Uniti   | 7    | 7     | 0     | 53     | 1      | 1.000 |
| Giappone      | 7    | 6     | 1     | 23     | 13     | .857  |
| Australia     | 7    | 5     | 2     | 30     | 11     | .714  |
| Canada        | 7    | 3     | 4     | 17     | 23     | .429  |
| Cina          | 7    | 2     | 5     | 19     | 21     | .286  |
| Taipei cinese | 7    | 2     | 5     | 10     | 23     | .286  |
| Venezuela     | 7    | 2     | 5     | 15     | 35     | .286  |
| Paesi Bassi   | 7    | 1     | 6     | 8      | 48     | .143  |

## Sollevamento pesi
| Gara  | Atleta            | Strappo | Strappo | Slancio      | Slancio      | Totale       | Posizione    |
| Gara  | Atleta            | Ris.    | Pos.    | Ris.         | Pos.         | Totale       | Posizione    |
| ----- | ----------------- | ------- | ------- | ------------ | ------------ | ------------ | ------------ |
| 69 kg | Israel José Rubio | 139     | 10      | 167          | 12           | 306          | 13           |
| 77 kg | José Ocando       | 140     | 19      | 182          | 15           | 322          | 17           |
| 77 kg | Octavio Mejias    | 140     | 13      | non concluso | non concluso | non concluso | non concluso |
| 85 kg | Herbys Márquez    | -       | -       | non concluso | non concluso | non concluso | non concluso |

| Gara  | Atleta            | Strappo | Strappo | Slancio      | Slancio      | Totale       | Posizione    |
| Gara  | Atleta            | Ris.    | Pos.    | Ris.         | Pos.         | Totale       | Posizione    |
| ----- | ----------------- | ------- | ------- | ------------ | ------------ | ------------ | ------------ |
| 53 kg | Judith Chacón     | 80      | 9       | 101          | 9            | 181          | 9            |
| 63 kg | Solenny Villasmil | 90      | 12      | 115          | 13           | 205          | 13           |
| 69 kg | Iriner Jiménez    | 90      | 8       | non concluso | non concluso | non concluso | non concluso |

## Taekwondo
| Gara   | Atleta         | Tabellone principale           | Tabellone principale           | Tabellone principale | Tabellone principale | Ripescaggi | Ripescaggi |
| Gara   | Atleta         | Ottavi                         | Quarti                         | Semifinali           | Finale               | Semifinali | Finale     |
| ------ | -------------- | ------------------------------ | ------------------------------ | -------------------- | -------------------- | ---------- | ---------- |
| 80 kg  | Carlos Vásquez | Lionel Baguissi (Gabon) 5-0    | Aaron Cook (Gran Bretagna) 2-5 |                      |                      |            |            |
| +80 kg | Juan Díaz      | Abdelkader Zrouri (Marocco) KO |                                |                      |                      |            |            |

| Gara   | Atleta          | Tabellone principale         | Tabellone principale              | Tabellone principale              | Tabellone principale | Ripescaggi | Ripescaggi                 |
| Gara   | Atleta          | Ottavi                       | Quarti                            | Semifinali                        | Finale               | Semifinali | Finale                     |
| ------ | --------------- | ---------------------------- | --------------------------------- | --------------------------------- | -------------------- | ---------- | -------------------------- |
| 49 kg  | Dalia Contreras | Sumeyye Gulec (Germania) 4-2 | Charlotte Craig (Stati Uniti) 3-2 | Buttree Puedpong (Thailandia) 2-2 |                      |            | Mildred Alango (Kenya) 2-0 |
| +67 kg | Adriana Carmona | Chen Zhong (Cina) 1-3        |                                   |                                   |                      |            |                            |

## Tennis
| Gara                | Atleta           | Trentaduesimi                                | Sedicesimi | Ottavi | Quarti | Semifinali | Finale |
| ------------------- | ---------------- | -------------------------------------------- | ---------- | ------ | ------ | ---------- | ------ |
| Singolare femminile | Milagros Sequera | Al'ona Bondarenko (Ucraina) 3-6 0-1 ritirata |            |        |        |            |        |

## Tennis tavolo
| Gara              | Atleta        | Preliminari                                            | Turno 1                                                   | Turno 2 | Turno 3 | Turno 4 | Quarti | Semifinali | Finale |
| ----------------- | ------------- | ------------------------------------------------------ | --------------------------------------------------------- | ------- | ------- | ------- | ------ | ---------- | ------ |
| Singolo femminile | Fabiola Ramos | Judy Long (Canada) 4-1 (5-11, 16-14, 11-8, 11-7, 11-9) | Kim Mi Yong (Corea del Nord) 0-4 (7-11, 7-11, 7-11, 7-11) |         |         |         |        |            |        |

## Tiro
| Gara                         | Atleta         | Qualificazioni | Qualificazioni | Finale    | Finale       | Finale |
| Gara                         | Atleta         | Punteggio      | Pos.           | Punteggio | Punt. totale | Pos.   |
| ---------------------------- | -------------- | -------------- | -------------- | --------- | ------------ | ------ |
| Carabina 10 m aria compressa | Diliana Mendez | 386            | 43             |           |              |        |
| Carabina 50 m 3 posizioni    | Diliana Mendez | 568            | 39             |           |              |        |

## Tiro con l'arco
| Gara                  | Atleta       | Turno di qualificazione | Turno di qualificazione | Turno 1                          | Turno 2                              | Ottavi | Quarti | Semifinali | Finale |
| Gara                  | Atleta       | Punteggio               | Pos.                    | Turno 1                          | Turno 2                              | Ottavi | Quarti | Semifinali | Finale |
| --------------------- | ------------ | ----------------------- | ----------------------- | -------------------------------- | ------------------------------------ | ------ | ------ | ---------- | ------ |
| Individuale femminile | Leydis Brito | 628                     | 38                      | Wu Hui Ju (Taipei cinese) 104-98 | Khatuna Narimanidze (Georgia) 98-111 |        |        |            |        |

## Tuffi
| Gara           | Atleta       | Preliminari | Preliminari | Semifinale | Semifinale | Finale | Finale |
| Gara           | Atleta       | Punti       | Pos.        | Punti      | Pos.       | Punti  | Pos.   |
| -------------- | ------------ | ----------- | ----------- | ---------- | ---------- | ------ | ------ |
| Trampolino 3 m | Ramón Fumadó | 419,05      | 21          |            |            |        |        |

## Vela
| Gara              | Atleta           | Regata | Regata | Regata | Regata | Regata | Regata | Regata | Regata | Regata | Regata     | Regata | Punteggio | Pos. |
| Gara              | Atleta           | 1      | 2      | 3      | 4      | 5      | 6      | 7      | 8      | 9      | 10         | M      | Punteggio | Pos. |
| ----------------- | ---------------- | ------ | ------ | ------ | ------ | ------ | ------ | ------ | ------ | ------ | ---------- | ------ | --------- | ---- |
| Windsurf maschile | Carlos Flores    | 32     | 33     | 33     | 35     | 21     | 22     | 27     | 28     | 22     | 14         |        | 232       | 29   |
| Laser maschile    | José Miguel Ruiz | 39     | 40     | 23     | 29     | 40     | 29     | 33     | 32     | 24     | cancellata |        | 249       | 39   |
| Finn              | Johnny Bilbao    | 26     | 12     | 25     | 23     | 26     | 25     | 20     | 18     |        |            |        | 175       | 26   |